# الابن الضال (رواية لهول كاين)
الابن الضال هي رواية هول كين الأكثر مبيعًا، وقد تم نشرها في نوفمبر 1904 بواسطة Heinemann وقد تمت ترجمتها إلى ثلاث عشرة لغة. تقع القصة في مجتمع تربية الأغنام في ريف أيسلندا، مع بعض الأحداث في لندن والريفيرا الفرنسية. وفي نفس الفترة، حوّل كين الرواية إلى مسرحية. أقيم عرض حقوق التأليف والنشر في المسرح الكبير، دوغلاس، جزيرة مان. افتتحت شركات الإنتاج الأمريكية والبريطانية في عدة ة أيام في عام 1905، في المسرح الوطني في واشنطن العاصمة في 28 أغسطس، ومسرح نيو أمستردام في مدينة نيويورك في 4 سبتمبر وفي المسرح الملكي، دروري لين، لندن في 7 سبتمبر، George Alexander لعب ليليان شقيقة أوسكار وكين وهي تلعب دور ثورا. بعد العديد من العروض في Drury Lane ، أعيد إحياؤها عام 1907. الابن الضال ماغنوس يعلم في يوم زفافه أن عروسته، ثورا، وقعت في حب شقيقه أوسكار، الملحن. تزوجت من أوسكار بعد أن طلقها ماغنوس. حين وافتها المنية، وضع أوسكار المنفطر النسخ الوحيدة من مؤلفاته في نعشها. وبعد فترة من الزمن، فتح قبرها واستردت موسيقاه. تم تصويره في عام 1923. أصبح فيلم A.E. Coleby's الذي يبلغ طوله 18454 قدمًا وتسعة عشر بكرة، الابن الضال، أطول فيلم بريطاني تم إنتاجه للربح.

## روابط خارجية
- The Prodigal Son (1905)
- Objects relating to Drury Lane 1905 Production of The Prodigal Son متحف فكتوريا وألبرت
- "Thora " : song by Adams, Stephen; Weatherly, Frederic Edward, 1848-1929, (lyricist.), inspired by The Prodigal Son.